# Marin Rajkov
Marin Rajkov Nikolov (Bulgaars: Марин Райков Николов) (Washington D.C., 17 december 1960) is een Bulgaars politicus. Van 13 maart tot 29 mei 2013 was hij waarnemend premier van Bulgarije.
Rajkov was in de periodes 1998–2001 en 2009–2010 actief als onderminister op het Bulgaarse departement van Buitenlandse Zaken. Tussen 2010 en 2013 was hij namens zijn land ambassadeur in Frankrijk. Na de val van de Bulgaarse regering in maart 2013 werd Rajkov door president Rosen Plevneliev aangewezen om een tijdelijk kabinet te leiden. Hierop was hij gedurende 77 dagen zowel premier als minister van Buitenlandse Zaken. Zijn vicepremier was Ekaterina Zakharieva. Na de vervroegde parlementsverkiezingen trad een nieuw kabinet aan onder leiding van Plamen Oresjarski.